# Ghost Rider: Spirit of Vengeance
Ghost Rider: Spirit of Vengeance is een Amerikaanse superheldenfilm uit 2011, gebaseerd op het personage Ghost Rider van Marvel Comics. De film is het vervolg op de film Ghost Rider uit 2007. Nicolas Cage vertolkt wederom de rol van Johnny Blaze. De regie is in handen van Neveldine/Taylor.

## Verhaal

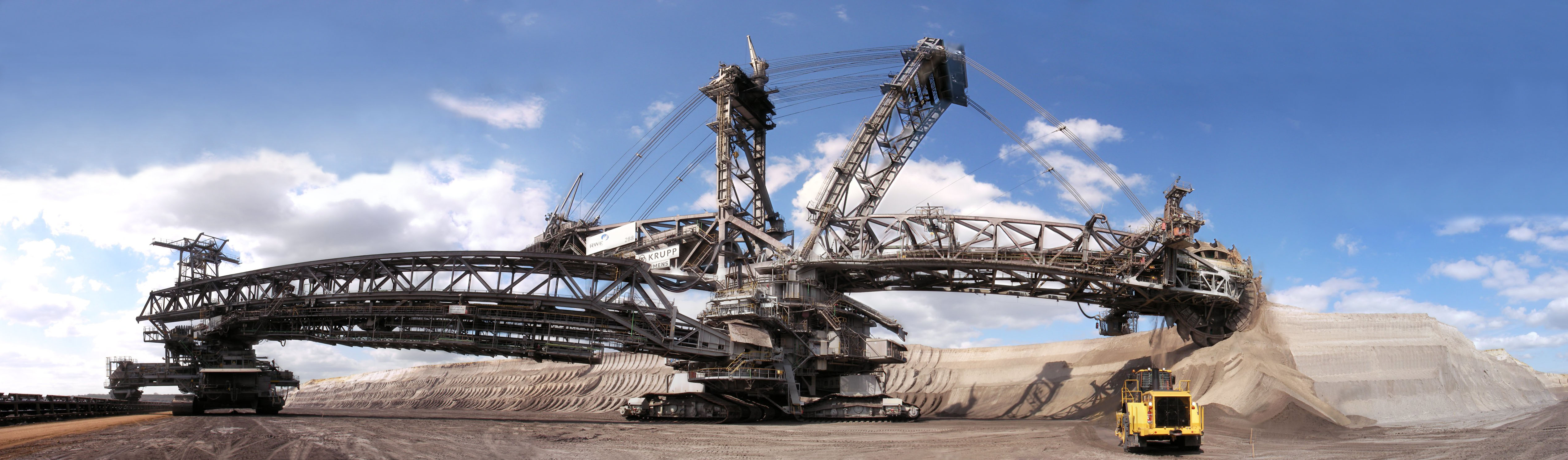
De Rider in de film maakt gebruik van een speciaal voertuig: de Bagger 288, het grootste landvoertuig in de wereld.

Johnny Blaze/Ghost Rider wordt ingehuurd om een jongen genaamd Danny te beschermen tegen de duivel. Danny is namelijk de zoon van de duivel en deze wil op Danny's verjaardag zijn lichaam overnemen om zo langer op aarde te kunnen blijven. Johnny neemt de opdracht enkel aan onder de belofte dat hij verlost zal worden van zijn Ghost Rider-alter ego. Hij wordt tegengewerkt door de crimineel Ray Carrigan, die door de duivel is veranderd in de ondode Blackout en nu de gave heeft om alles wat hij aanraakt te laten vergaan.

## Rolverdeling
- Nicolas Cage - Johnny Blaze/Ghost Rider
- Johnny Whitworth - Ray Carrigan/Blackout
- Ciarán Hinds - Roarke[5]
- Violante Placido - Nadya[5]
- Idris Elba - Moreau[6]
- Tobias Öjerfalk – Een van de hippies bij het busje[7]
- Christopher Lambert – een monnik.[8][9]

## Achtergrond

### Productie
Op 9 februari 2007 maakte Avi Arad, producent bij Marvel, bekend dat er een tweede Ghost Rider-film zou komen. Peter Fonda kondigde reeds aan interesse te hebben in het opnieuw vertolken van de rol van
Mephistopheles. Begin december 2007 gaf ook Nicolas Cage aan terug te willen keren in de hoofdrol. Tevens gaf hij aan geïnteresseerder te zijn in een grimmiger verhaal. In februari 2009 werd bekend dat Columbia Pictures de film groen licht had gegeven. Op 23 september 2009 tekende David S. Goyer als scripschrijver voor het project. Hij maakte bekend dat het verhaal acht jaar na de vorige film zou spelen, en de opnames in 2010 zouden beginnen.
Christopher Lambert moest voor zijn rol drie maanden training in zwaardvechten ondergaan, en zijn hoofd kaal scheren. Eva Mendes maakte in een interview met Superhero Hype! bekend dat ze niet zou terugkeren in haar rol van Roxanne. Op 16 maart 2011 werd bevestigd dat Johnny Whitworth de rol van de antagonist genaamd Blackout zou gaan vertolken.

### Uitgave en ontvangst
In december 2011 werd een preview van de film vertoond op de Butt-Numb-A-Thon in Austin. Aanwezige kijkers gaven de film nadien een negatieve beoordeling, waaronder dat het verhaal erger zou zijn dan de eerste Ghost Rider film. Op Rotten Tomatoes gaf 18 van de recensenten de film een goede beoordeling.
Wereldwijd bracht de film $122.299.048 op.